# Dawn of Battle
The Dawn Of Battle - album EP amerykańskiej grupy muzycznej Manowar wydany w 2003 roku.

## Lista utworów
1. "The Dawn of Battle"
2. "I Believe"
3. "Call To Arms"

## Twórcy
- Eric Adams - śpiew
- Karl Logan - gitara
- Scott Columbus - perkusja
- Joey DeMaio - gitara basowa